# Lengronne
Lengronne est une commune française, située dans le département de la Manche en région Normandie, peuplée de 463 habitants.

## Géographie
| Le Mesnil-Aubert           | Guéhébert | Grimesnil           |
| Le Mesnil-Aubert, Cérences | Lengronne | Saint-Denis-le-Gast |
| Cérences                   | Ver       | Gavray              |

### Hydrographie
La commune est située dans le bassin Seine-Normandie. Elle est drainée par le Batteret, le Blanc Douit, le cours d'eau 01 de Ravend, le cours d'eau 03 de la Philippière, le ruisseau de la Pierre des Trois Villes, le ruisseau de Mauviel et le Soquet,,.

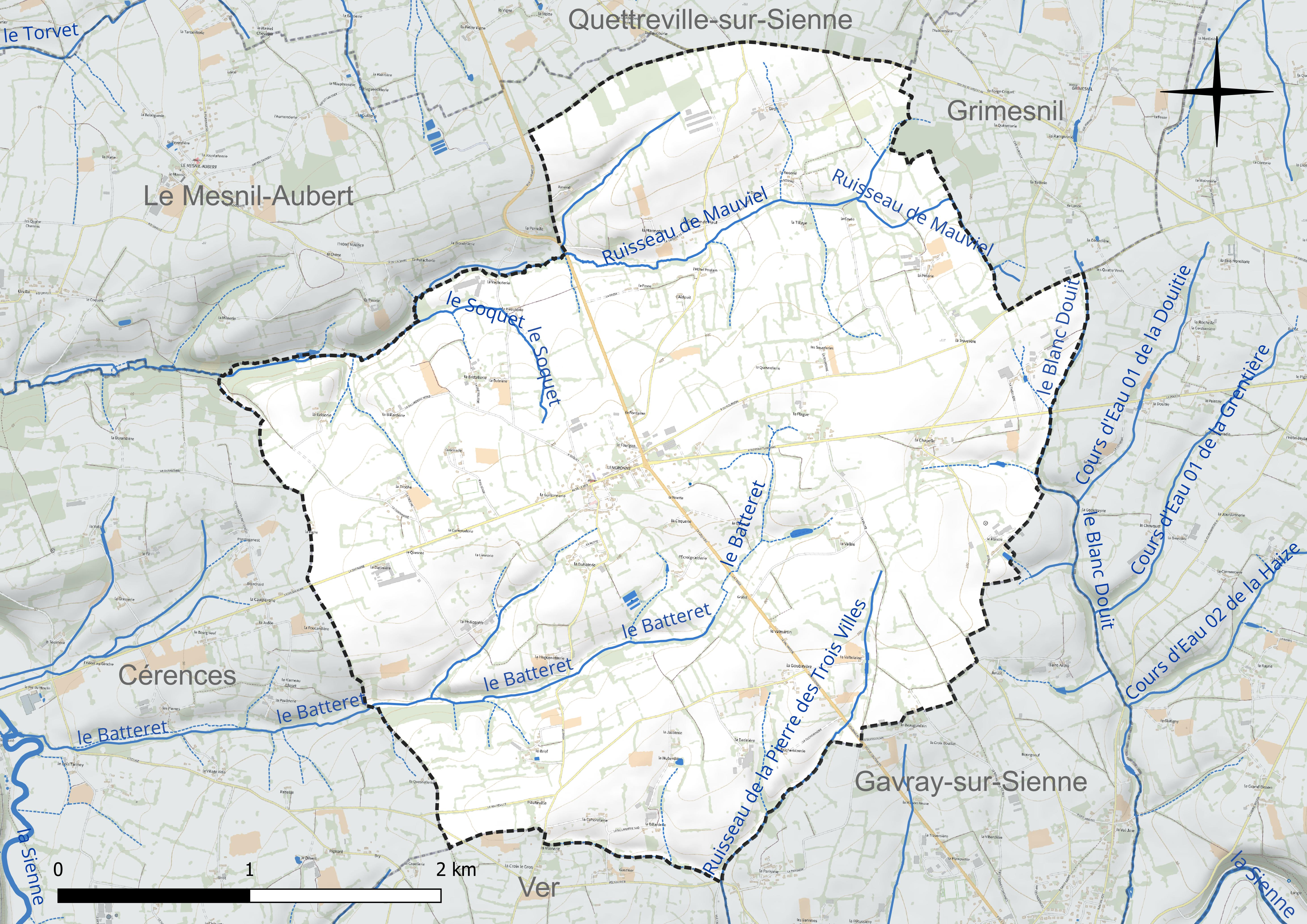
Réseau hydrographique de Lengronne.

### Climat
Pour des articles plus généraux, voir Climat de la Normandie et Climat de la Manche.
En 2010, le climat de la commune est de type climat océanique franc, selon une étude du CNRS s'appuyant sur une série de données couvrant la période 1971-2000. En 2020, Météo-France publie une typologie des climats de la France métropolitaine dans laquelle la commune est exposée à un climat océanique et est dans la région climatique  Normandie (Cotentin, Orne), caractérisée par une pluviométrie relativement élevée (850 mm/a) et un été frais (15,5 °C) et venté. Parallèlement le GIEC normand, un groupe régional d’experts sur le climat, différencie quant à lui, dans une étude de 2020, trois grands types de climats pour la région Normandie, nuancés à une échelle plus fine par les facteurs géographiques locaux. La commune est, selon ce zonage, exposée à un « climat maritime », correspondant au Cotentin et à l'ouest du département de la Manche, frais, humide et pluvieux, où les contrastes pluviométrique et thermique sont parfois très prononcés en quelques kilomètres quand le relief est marqué.
Pour la période 1971-2000, la température annuelle moyenne est de 10,7 °C, avec une amplitude thermique annuelle de 11,7 °C. Le cumul annuel moyen de précipitations est de 1 024 mm, avec 14,4 jours de précipitations en janvier et 9,2 jours en juillet. Pour la période 1991-2020, la température moyenne annuelle observée sur la station météorologique la plus proche, située sur la commune de Cerisy-la-Salle à 13 km à vol d'oiseau, est de 11,5 °C et le cumul annuel moyen de précipitations est de 1 112,5 mm,. Pour l'avenir, les paramètres climatiques de la commune estimés pour 2050 selon différents scénarios d’émission de gaz à effet de serre sont consultables sur un site dédié publié par Météo-France en novembre 2022.

## Urbanisme

### Typologie
Au 1er janvier 2024, Lengronne est catégorisée commune rurale à habitat dispersé, selon la nouvelle grille communale de densité à sept niveaux définie par l'Insee en 2022. Elle est située hors unité urbaine et hors attraction des villes,.

### Occupation des sols
L'occupation des sols de la commune, telle qu'elle ressort de la base de données européenne d’occupation biophysique des sols Corine Land Cover (CLC), est marquée par l'importance des territoires agricoles (97,4 % en 2018), une proportion identique à celle de 1990 (97,4 %). La répartition détaillée en 2018 est la suivante : zones agricoles hétérogènes (55,1 %), prairies (33,2 %), terres arables (9,2 %), zones urbanisées (2,1 %), forêts (0,5 %). L'évolution de l’occupation des sols de la commune et de ses infrastructures peut être observée sur les différentes représentations cartographiques du territoire : la carte de Cassini (XVIIIe siècle), la carte d'état-major (1820-1866) et les cartes ou photos aériennes de l'IGN pour la période actuelle (1950 à aujourd'hui).

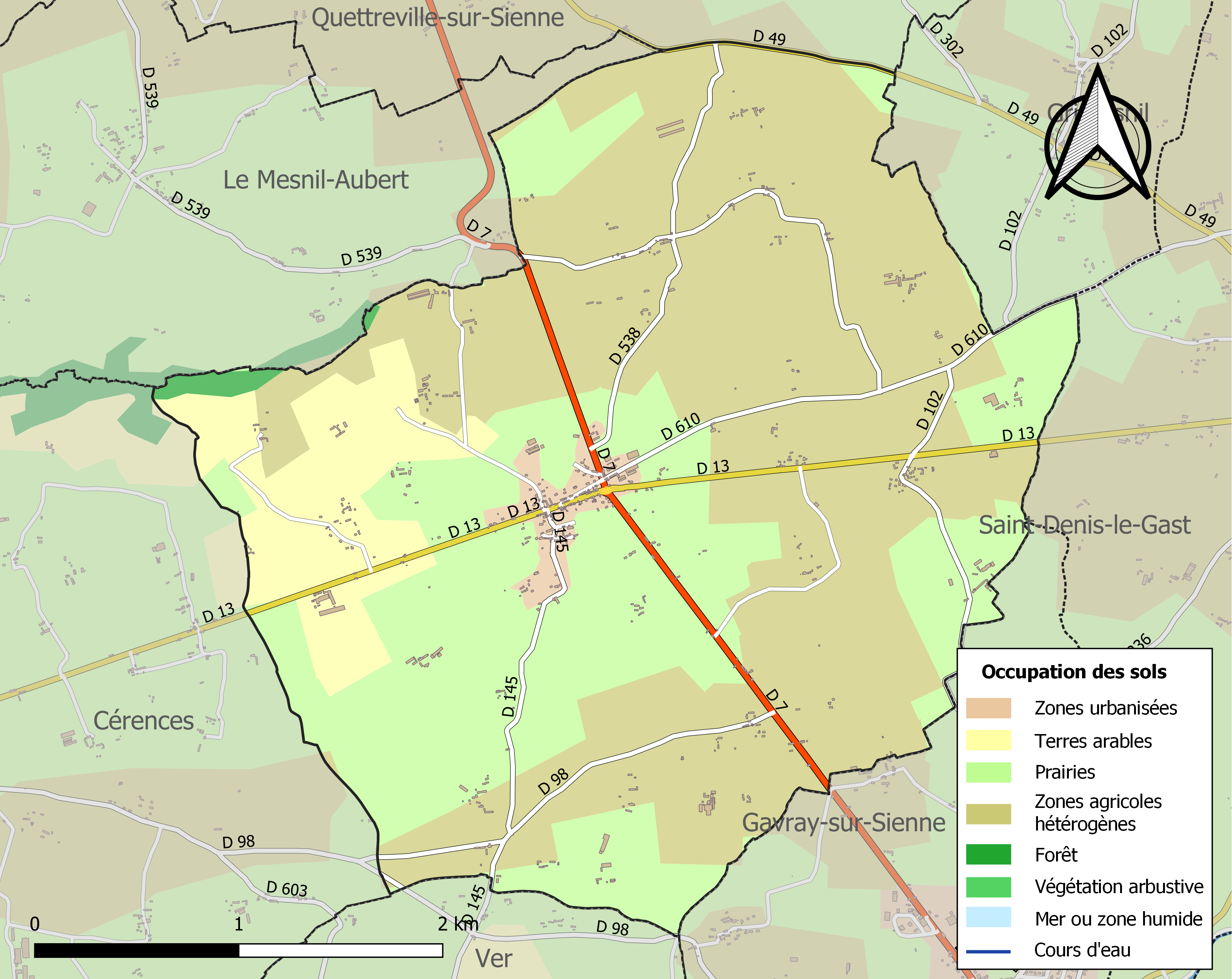
Carte des infrastructures et de l'occupation des sols de la commune en 2018 (CLC).

## Toponymie
Attestée sous la forme Lengrona vers 1025, Ingronia sans date.
L'origine est obscure mais pourrait être la même que Langrune et issu du gaulois lingon, « saut » ou du norrois lyngr « bruyère » et grund « étendue herbeuse ».
Le gentilé est Lengronnais.

## Histoire
Vers 1200, l'église de la commune éphémère de Pont-Flambart, rattachée à Lengronne, relevait de l'abbaye de Hambye.
Au cour le la guerre de Cent Ans, Jean de La Haye, seigneur de Lengronne, Villebaudon et Beaucoudray, resté fidèle au roi de France, vit ses terres confisquées et données en partages entre l'anglais Clifton et Pierre Baille.
La seigneurie de Lengronne est au début du XVIe siècle la possession de Jean du Saussey (1463-1523), également seigneur du Mesnil-Aubert et de Gouville,. Au XVIIIe siècle, sont seigneurs du village Jean Hue et Nicolas Bourdon, tous deux écuyers. Le dernier seigneur de Lengronne fut Georges de Péronne de La Sablonnière (1744-1820) à la suite de son mariage, en 1793, avec Léonor-Julie Hüe. À la Révolution, il sera maire de Lengronne.
Entre 1795 et 1800, Lengronne (1 052 habitants en 1793) absorbe Pont-Flambart (145 habitants),.

### Légende
La légende dite de la Lande des Morts dite aussi des Quatre paroisses (Trelly, Le Mesnil-Aubert, Lengronne et Grimesnil) perpétue le souvenir de la guerre de Cent Ans et des luttes anglo-normandes.

## Politique et administration
| Période                                  | Période      | Identité          | Étiquette | Qualité                                                      |
| ---------------------------------------- | ------------ | ----------------- | --------- | ------------------------------------------------------------ |
| mars 2001                                | mars 2008    | Jean-Luc Pignet   | SE        | Négociant en bestiaux                                        |
| mars 2008                                | avril 2010   | Stéphane Lavalley | PR        | Secrétaire de mairie                                         |
| juin 2010                                | juillet 2020 | Isabelle Errot    | SE        | Agent technique                                              |
| juillet 2020                             | En cours     | Sonia Larbi       | DVC       | Policière municipale, conseillère départementale depuis 2021 |
| Les données manquantes sont à compléter. |              |                   |           |                                                              |

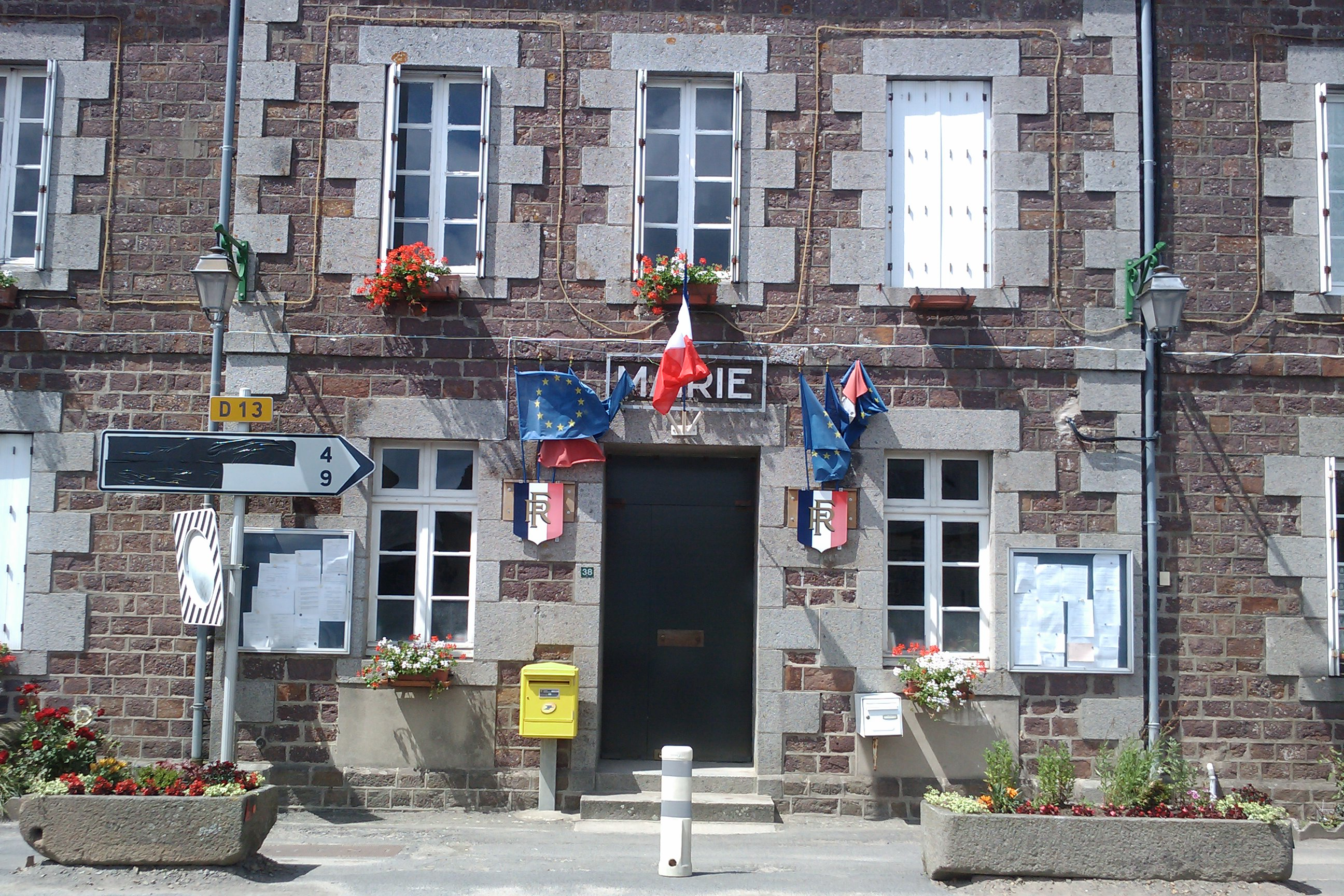
La mairie.

Le conseil municipal est composé de onze membres.

## Démographie
L'évolution du nombre d'habitants est connue à travers les recensements de la population effectués dans la commune depuis 1793. Pour les communes de moins de 10 000 habitants, une enquête de recensement portant sur toute la population est réalisée tous les cinq ans, les populations de référence des années intermédiaires étant quant à elles estimées par interpolation ou extrapolation. Pour la commune, le premier recensement exhaustif entrant dans le cadre du nouveau dispositif a été réalisé en 2006.
En 2022, la commune comptait 463 habitants, en évolution de +7,67 % par rapport à 2016 (Manche : −0,31 %, France hors Mayotte : +2,11 %).
Lengronne a compté jusqu'à 1 110 habitants en 1806.
| 1793  | 1800  | 1806  | 1821  | 1831 | 1836  | 1841  | 1846  | 1851  |
| ----- | ----- | ----- | ----- | ---- | ----- | ----- | ----- | ----- |
| 1 052 | 1 024 | 1 110 | 1 032 | 995  | 1 038 | 1 085 | 1 080 | 1 097 |

| 1856  | 1861 | 1866 | 1872 | 1876 | 1881 | 1886 | 1891 | 1896 |
| ----- | ---- | ---- | ---- | ---- | ---- | ---- | ---- | ---- |
| 1 020 | 964  | 961  | 901  | 905  | 925  | 823  | 836  | 759  |

| 1901 | 1906 | 1911 | 1921 | 1926 | 1931 | 1936 | 1946 | 1954 |
| ---- | ---- | ---- | ---- | ---- | ---- | ---- | ---- | ---- |
| 666  | 650  | 630  | 555  | 565  | 573  | 574  | 638  | 560  |

| 1962 | 1968 | 1975 | 1982 | 1990 | 1999 | 2006 | 2011 | 2016 |
| ---- | ---- | ---- | ---- | ---- | ---- | ---- | ---- | ---- |
| 588  | 555  | 512  | 464  | 432  | 429  | 439  | 449  | 430  |

| 2021 | 2022 | - | - | - | - | - | - | - |
| ---- | ---- | - | - | - | - | - | - | - |
| 446  | 463  | - | - | - | - | - | - | - |

## Lieux et monuments
- Le Manoir des XVIIe – XIXe siècles. À la Libération, il héberge temporairement, du 28 juin au 28 juillet 1944 les services de la préfecture de la Manche du gouvernement de Vichy et dont le préfet est Jacques Martin-Sané (1907-1977). Lengronne est libéré le 29 et le nouveau préfet, Lebas, réinstalle pendant quelques jours les bureaux de la préfecture au château[29].
- La Vachoterie du XVIIIe siècle, avec des bandeaux en terre cuite sur la façade.
- Église Saint-Ouen d'origine romane, remaniée aux XVIIIe – XIXe siècles, avec des traces de maçonnerie en opus spicatum. Elle abrite un maître-autel du XIXe, des fonts baptismaux du XVIIe, les statues de saint Marcouf, saint Étienne et saint évêque du XVIIe, les tableaux Présentation de Jésus au temple du XVIIIe, éducation de la Vierge du XIXe et sainte avec une quenouille du XIXe[29].

Au XIXe siècle, l'église était surmontée d'un télégraphe.
- Croix ancienne du cimetière.
- Chapelle Notre-Dame-du-Vœu au Quesnot avec des vitraux (1954) de G. Lecomte.

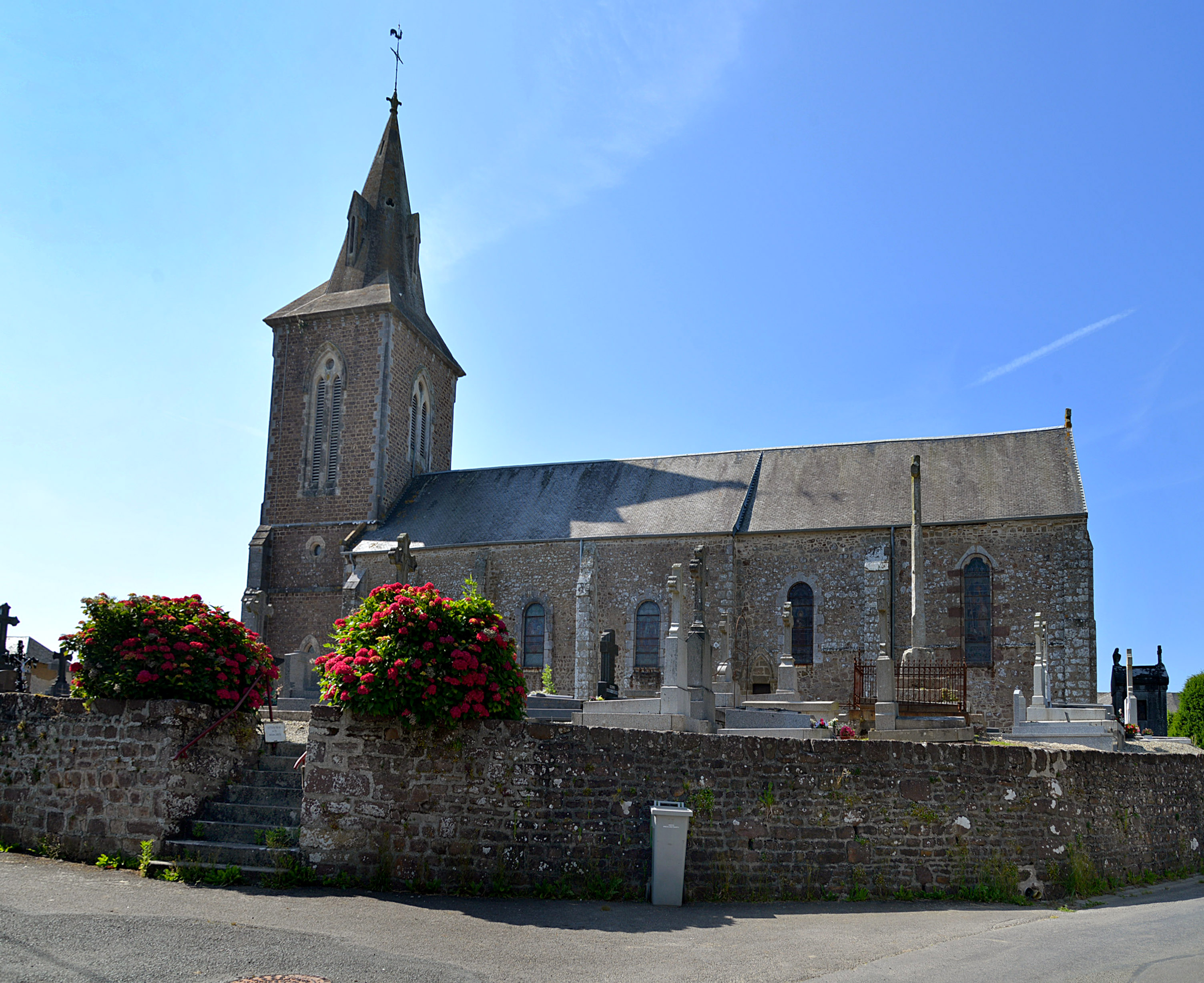
L’église Saint-Ouen.
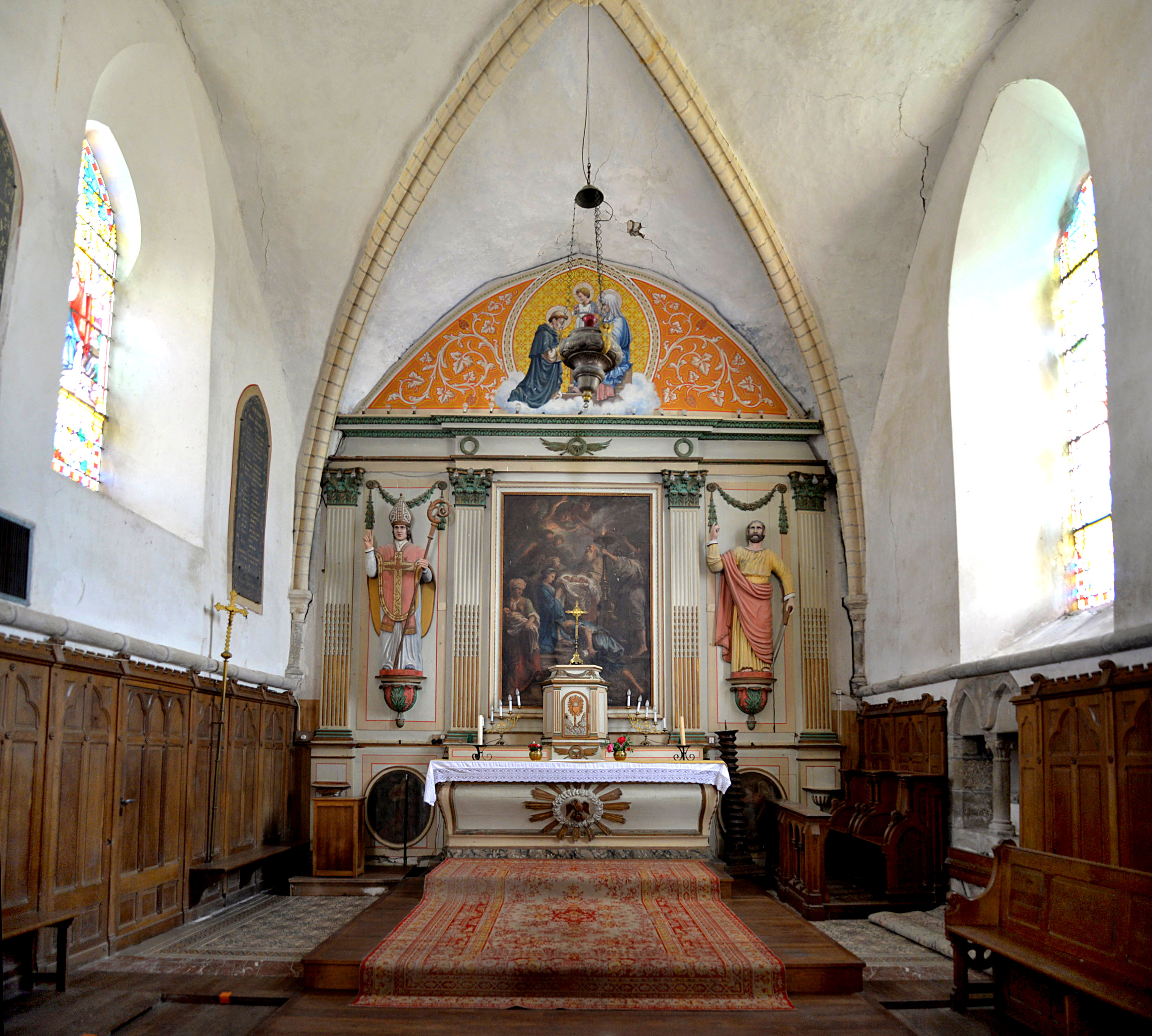
Le chœur de l’église Saint-Ouen.
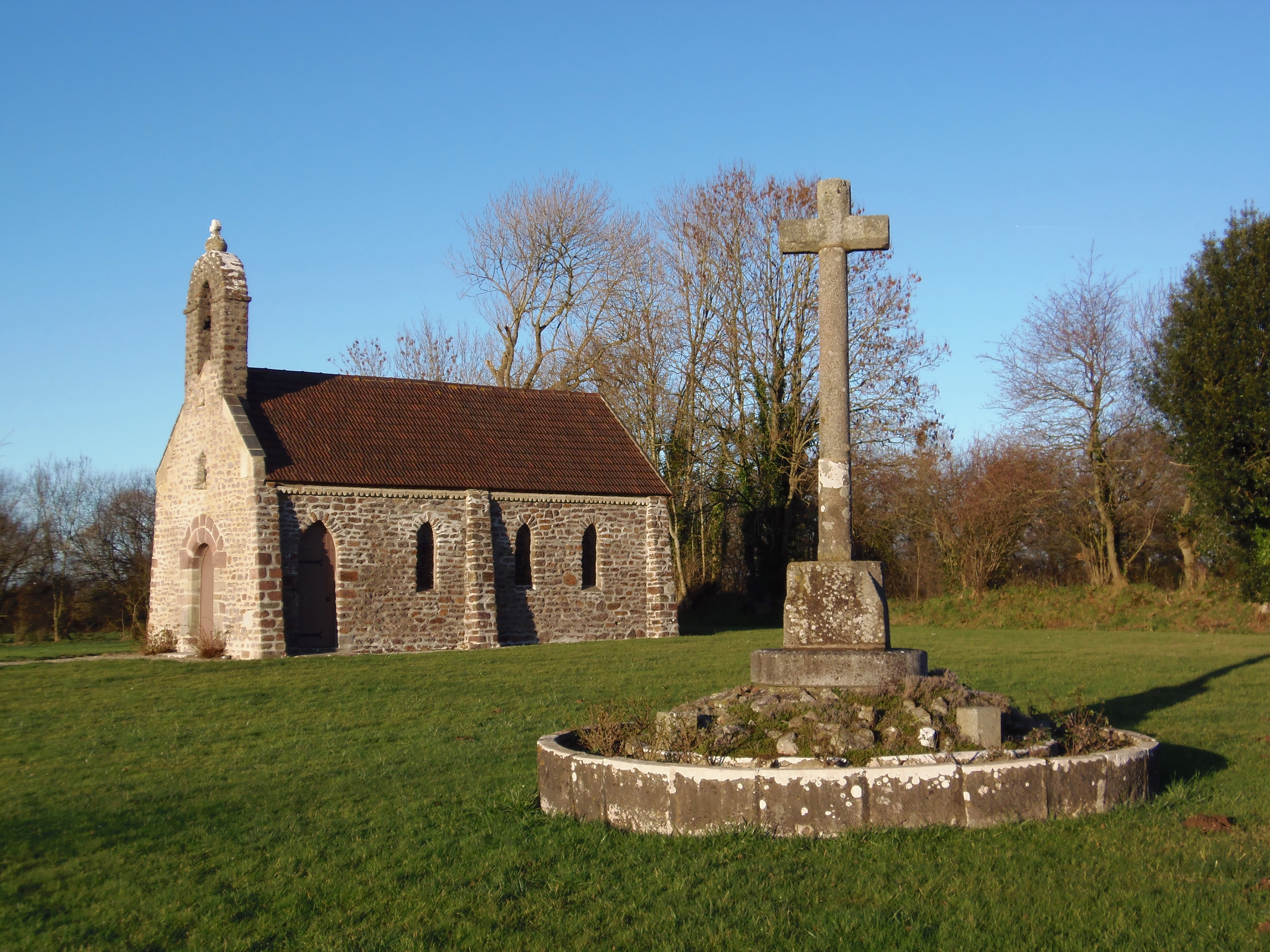
La chapelle du Quesnot.
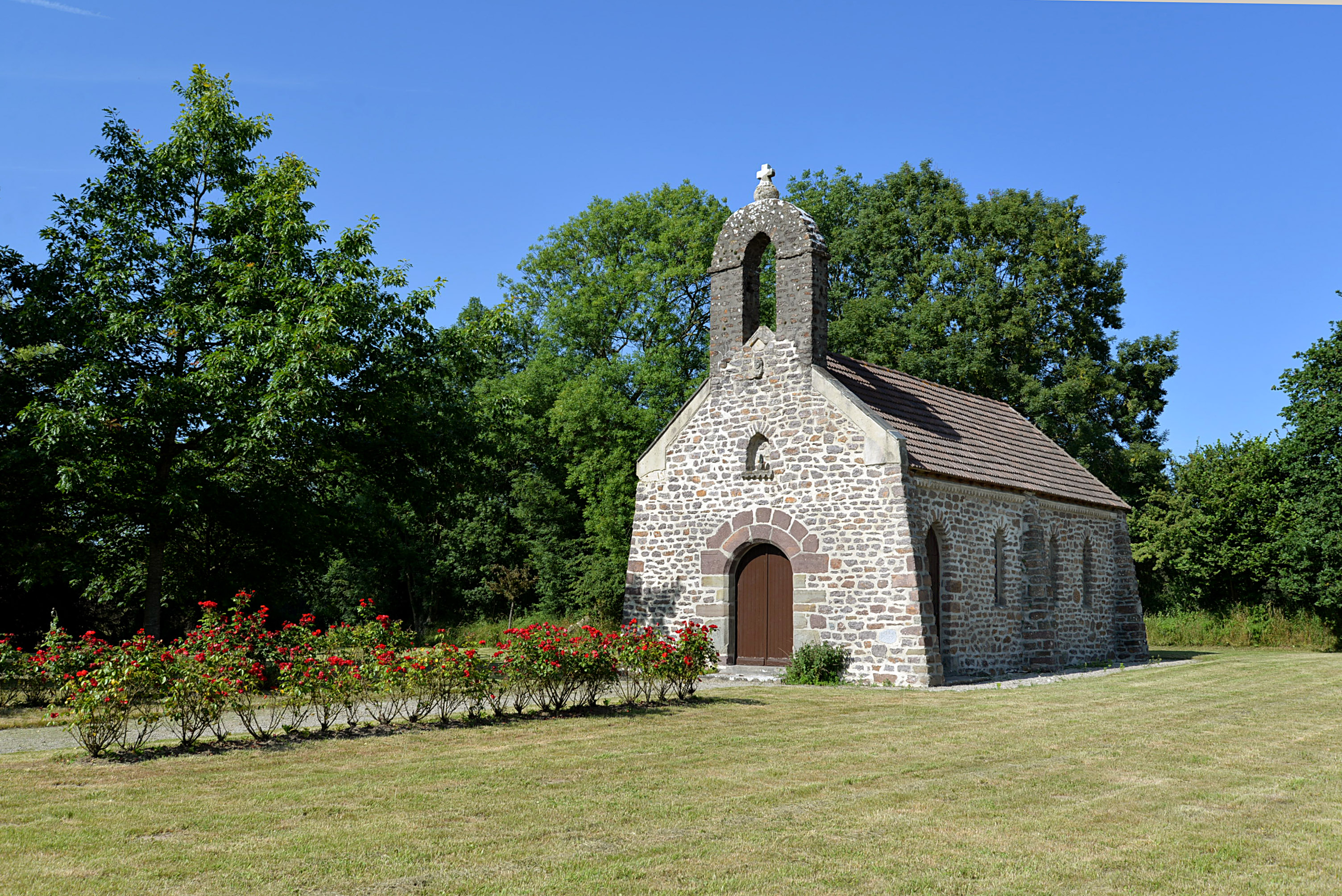
La chapelle Notre-Dame-du-Vœu au Quesnot.
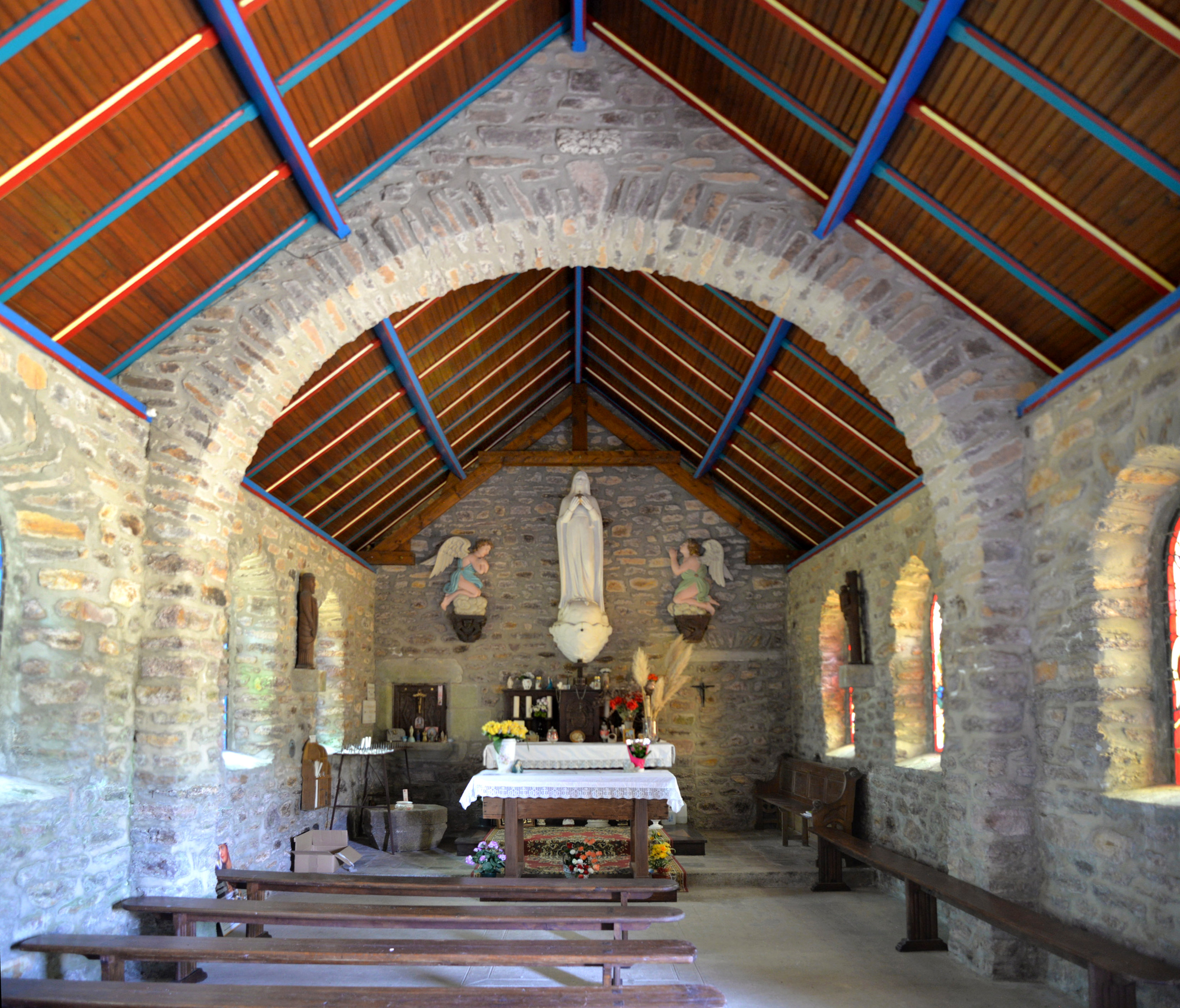
L’intérieur de la chapelle Notre-Dame-du-Vœu.

## Activité et manifestations

### Sports
L'Étoile sportive lengronnaise fait évoluer une équipe de football en division de district.

## Personnalités liées à la commune
- Juste François Collette (Lengronne, 1826 - Papeete, 1899). Prêtre catholique arrivé à Tahiti en 1854. Contribue à l'évangélisation des districts de Tahiti. Curé de Papeete à compter de 1868. Une rue de Papeete porte son nom[44].
- Auguste Grandin (Lengronne, 1907 - Condé-sur-Vire, 1985), fondateur de la coopérative Elle & Vire, homme politique.